# Mariä-Himmelfahrt-Kirche (Mariupol)

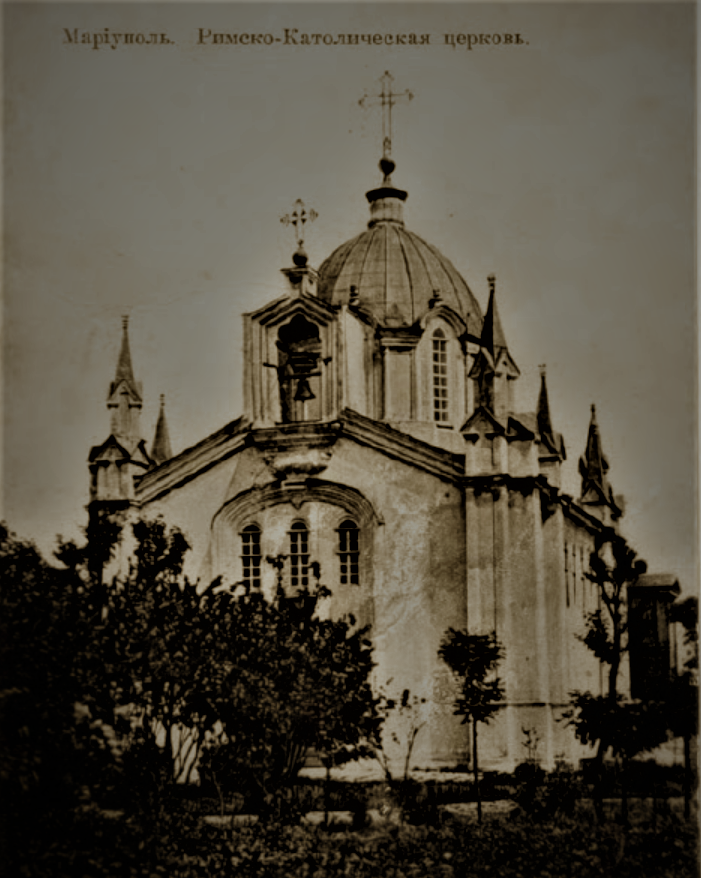
Mariä-Himmelfahrt-Kirche um 1900

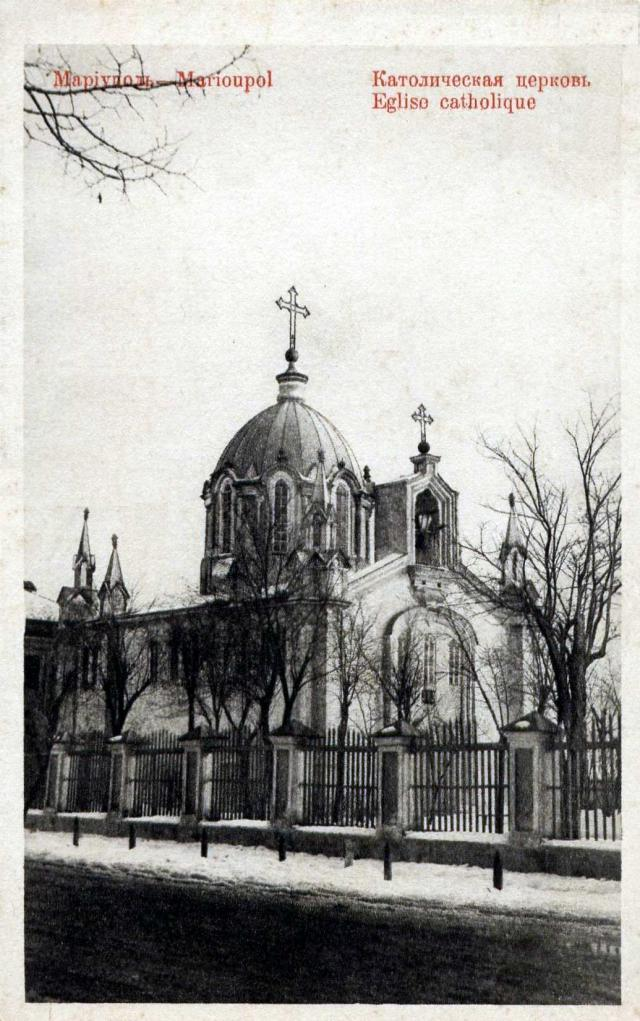
Mariä-Himmelfahrt-Kirche vor 1917

Die Mariä-Himmelfahrt-Kirche (ukrainisch костел Успіння Пресвятої Діви Марії) war eine römisch-katholische Kirche an der Ecke der Handelsstraße (ukrainisch вулиця Торгова) zur Italienischen Straße (ukrainisch вулиця Італійська) in Mariupol. Sie gehörte zum Bistum Tiraspol und wurde in den 1930er Jahren zerstört.

## Geschichte
Erste Katholiken lassen sich in Mariupol in den 1820er Jahren nachweisen. Die Gemeinde wurde 1853 gegründet, nachdem man längere Zeit Priester aus deutschsprachigen Gegenden geholt hatte. Die Genehmigung zum Bau eines eigenen Gotteshauses erfolgte durch Kaiser Nikolaus I. am 15. November 1853, so dass die am 5. November erfolgte Grundsteinlegung im Februar 1854 fortgeführt werden konnte. Finanziert wurde sie mit Geldern italienischer Katholiken, die im Getreidehandel aktiv waren, eine kleine Kolonie in Mariupol gebildet hatten, und sich auf eine freiwillige Abgabe ihrer Erträge einigten. Mit dem Wort Italiener bezeichnete man damals auch Südslawen von der österreichischen Adriaküste.
Der spätere Maler Archip Iwanowitsch Kuindschi war zwar bei der Annahme und Registrierung der Ziegelsteine beteiligt, scheidet als Architekt aber aus, da er damals erst 11 Jahre alt war. Allerdings verlor er kurz darauf durch den Krimkrieg seine Arbeit und musste sich eine neue Anstellung suchen, denn der Getreidehandel brach dadurch ein und der Weiterbau der Kirche wurde gestoppt. So hat diese Anekdote Kuindschis weiteres Leben geprägt, denn er fand eine Anstellung bei einem Italiener und dieser riet ihm nach Feodossija zu gehen, um dort Malerei bei Iwan Konstantinowitsch Aiwasowski zu studieren. Der Weiterbau der Kirche wurde durch eine größere Geldspende von König Viktor Emanuel II. ermöglicht. Die Fertigstellung zog sich daher noch bis 1860 hin. Der erste Gottesdienst fand am 18. Oktober 1860 statt, wofür der Weihbischof des Bistums Tiraspol Wikentij Lipskyj aus anreiste. Der einsetzende Niedergang der italienischen Gemeinde wurde durch eintreffende Polen abgeschwächt, die diese schließlich zahlenmäßig übertrafen.
Da sie lange Zeit das einzige katholische Gotteshaus der Stadt war, wurde sie häufig auch nur „katholische Kirche“ (russisch Католическая церковь bzw. Католический костёл) genannt. Zudem war der Name „italienische Kirche“ auch lange nach der Abnahme der italienischen Gemeinde gebräuchlich. Gewidmet war sie aber der Mariä Aufnahme in den Himmel. Die Kirche wurde in den 1930er Jahren durch die Sowjetunion auf Drängen der Union der militanten Ungläubigen der Ukraine (ukrainisch Спілка войовничих безвірників України), die zum Verband der kämpfenden Gottlosen gehörten, gesprengt. Versuche, eine neue katholische Kirche zu erbauen, sind bisher an den Kriegshandlungen von 2014 und 2015 gescheitert, durch die zahlreiche Gemeindemitglieder die Stadt verließen. Die heutige Gemeinde ist stark polnisch geprägt und sieht sich dennoch in der Tradition der Mariä-Himmelfahrt-Kirche, nach der sie die 1995 wieder entstehende Gemeinde benannten. Mit der Ankunft einer Kopie der Wundertätigen Ikone von Tschenstochau verschob sich der Fokus aber auf diese.

## Beschreibung
Über dem Westeingang befand sich die Abkürzung DOM, eine Dreifenstergruppe und ein Glockengiebel, der von einem Kreuz bekrönt wurde. Die vier Gebäudeecken wurden durch Fialen betont, zu denen sich je ein in das Kirchenschiff eingezogene Fiale gesellte, so dass das Bauwerk von acht Fialen und dem Glockengiebel umstellt war. Bekrönt wurde es durch eine achteckige Kuppel, die acht schmale Fenster besaß und auf der sich ein großes Kreuz befand. Die Fenster am Kirchenschiff waren gruppiert, so dass je zwischen dem Ecktürmchen und dem eingezogenen Türmchen eine Doppelfenstergruppe zu finden war, aber zwischen den eingezogenen Türmchen je eine Dreifenstergruppe. An der Ostseite befand sich eine Apsis samt Sakristei. Die Kirche war 24 Meter lang und 12 Meter breit und bot bis zu 200 Personen Platz.
In der Kirche befanden sich drei Altäre: der Hauptaltar war Mariä Himmelfahrt, der rechte Jesus Christus und der linken der Schmerzhaften Muttergottes gewidmet. Das Innere blieb weitgehend schmucklos, wohl da die italienische Gemeinde die Ausschmückung nicht mehr finanzieren konnte. Allerdings wurde der Altar durch einen Lettner abgetrennt. Neben Gemälden gab es eine Orgel und einen Beichtstuhl.